# Humor judaico
O humor judaico é a longa tradição de humor no judaísmo, que remonta à Torá e ao Midrash do antigo Oriente Médio, mas geralmente se refere à corrente mais recente de humor verbal e muitas vezes anedótico dos judeus asquenazes que se enraizou nos Estados Unidos durante os últimos cem anos, inclusive na cultura judaica secular. O humor judaico europeu em sua forma primitiva se desenvolveu na comunidade judaica do Sacro Império Romano, com a sátira teológica tornando-se uma forma tradicional de se defender clandestinamente da cristianização.
O humor judaico moderno emergiu durante o século XIX entre os judeus de língua alemã do Haskalah (Iluminismo Judaico), amadureceu nos shtetls do Império Russo e floresceu nos Estados Unidos do século XX, chegando com os milhões de judeus que emigraram da Europa Oriental entre a década de 1880 e o início dos anos 1920.[carece de fontes?]
Começando com o vaudeville, e continuando através de rádio, stand-up comedy, cinema e televisão, uma porcentagem desproporcionalmente alta de comediantes americanos, alemães e russos tem sido judeus. A revista Time estimou em 1978 que 80% dos humoristas americanos profissionais eram judeus.
O humor judaico, apesar de diversificado, favorece o jogo de palavras, a ironia e a sátira, e seus temas são altamente anti-autoritários, ridicularizando a vida religiosa e secular. Sigmund Freud considerou o humor judaico único em que seu humor é derivado principalmente de zombaria do grupo interno (judeus) e não do "outro". No entanto, em vez de simplesmente ser autodepreciativo, também contém um elemento dialético de auto-elogio, que funciona na direção oposta.

## História
O humor judaico está enraizado em várias tradições. Estudos recentes colocam as origens do humor judaico em um dos primeiros documentos registrados da história, a Bíblia hebraica, bem como o Talmude. Em particular, os métodos intelectuais e legais do Talmude, que usam argumentos legais elaborados e situações muitas vezes vistas como tão absurdas a ponto de serem humorísticas, a fim de desvendar o significado da lei religiosa. 
Hillel Halkin em seu ensaio sobre o humor judaico  traça algumas raízes do humor autodepreciativo judeu à influência medieval das tradições árabes na literatura hebraica, citando um gracejo do Tahkemoni de Yehuda Alharizi.
Uma tradição mais recente é uma tradição igualitária entre as comunidades judaicas da Europa Oriental, na qual os poderosos eram frequentemente ridicularizados sutilmente, em vez de atacados abertamente - como Saul Bellow disse certa vez: "As pessoas oprimidas tendem a ser espirituosas". Bufões conhecidos como badchens costumavam zombar de membros proeminentes da comunidade durante casamentos, criando uma boa tradição de humor como um dispositivo de nivelamento. O rabino Moshe Waldoks, um estudioso do humor judaico, argumentou:

Você tem bastante shtoch, ou humor incisivo, que geralmente serve para esvaziar pomposidade ou ego, e desinflar pessoas que se consideram altas e poderosas. Mas o humor judaico também era um dispositivo para autocrítica dentro da comunidade, e acho que é onde realmente era mais poderoso. O humorista, como o profeta, basicamente levaria as pessoas à tarefa por suas falhas. O humor da Europa Oriental estava especialmente centrado na defesa dos pobres contra a exploração das classes altas ou outras figuras de autoridade, de modo que os rabinos eram ridicularizados, figuras de autoridade eram ridicularizadas e pessoas ricas eram ridicularizadas. Realmente servia como uma catarse social.

Depois que judeus começaram a emigrar para os Estados Unidos em grande número, eles, como outros grupos minoritários, acharam difícil obter aceitação do público e obter mobilidade ascendente (como Lenny Bruce satirizou, "Ele era encantador ... Eles disseram: 'Vamos lá! Vamos ver o judeu ser encantador!'"). A indústria de entretenimento recém-desenvolvida, combinada com a tradição do humor judaico, forneceu uma rota potencial para os judeus alcançarem sucesso. Um dos primeiros sitcoms de rádio de sucesso, The Goldbergs, contou com uma família judia. Enquanto o rádio e a televisão amadureciam, muitos de seus mais famosos comediantes, incluindo Jack Benny, Sid Caesar, George Burns, Eddie Cantor, Jack Carter, Henny Youngman, Milton Berle e Jerry Lewis eram judeus. A tradição da comédia judaica continua até hoje, com humor judaico muito entrelaçado com o humor convencional, como comédias como Seinfeld, Curb Your Enthusiasm e Woody Allen indicam.
Sigmund Freud, em seu O Chiste e sua Relação com o Inconsciente, entre outras coisas, analisa a natureza das piadas judaicas.